# Proconura eurygena
Proconura eurygena – gatunek błonkówki z rodziny bleskotkowatych.
Gatunek ten został opisany w 2001 roku przez Liu Cahngminga na podstawie pojedynczej samicy, odłowionej w 1960 roku w Tongshi.
Bleskotka o ciele długości 2,3 mm. Podstawowe ubarwienie czarne. Czułki brązowe. Odnóża brązowe z brązowawożółtymi wierzchołkami ud, wierzchołkowi połowami goleni i stopami oraz ciemnobrązową nasadą i spodnią krawędzią goleni tylnej pary. Barwę rudobrązową mają spód gaster i epigynium. Trzonek czułków jest trzykrotnie dłuższy niż nóżka czułka i sięga przedniego przyoczka. Odległość między tylnymi przyoczkami jest trzy razy krótsza niż między przyoczkiem a okiem złożonym. Głowa szersza od tułowia, który jest 1,6 razy dłuższy niż szeroki. Długość ud tylnej pary wynosi dwukrotność ich szerokości. Brak na pozatułowiu wyraźnego żeberka środkowego jak i żeberek dodatkowych. Gaster dłuższy od tułowia i około dwukrotnie dłuższy niż szeroki.
Błonkówka znana wyłącznie z Hajnanu w Chinach.